# Jozef Halada
Pplk. Jozef Halada (16. listopadu 1907 Keresztúr – 21. srpna 1943 Atlantský oceán) byl střelec a radiotelegrafista 311. československé bombardovací perutě padlý v druhé světové válce.

## Život

### Před druhou světovou válkou
Jozef Halada se narodil 16. listopadu 1907 v Keresztúru (dnes Križovany nad Dudváhom). Vychodil obecnou školu, poté dva ročníky měšťanské a dva ročníky pokračovací školy. Do roku 1930, kdy odešel do Francie, se živil jako zámečník.

### Druhá světová válka

#### Francie
Po vypuknutí druhé světové války a vzniku československé zahraniční armády se do ní Jozef Halada 14. listopadu 1939 ve Francii přihlásil. Vystřídal několik jednotek, absolvoval telegrafický kurz a zúčastnil se bojů po vpádu Německa.

#### Velká Británie
Po pádu Francie se v červenci 1940 přesunul do Velké Británie. V srpnu téhož roku podal žádost o přeložení k letecké skupině a ještě týž měsíc se stal příslušníkem Royal Air Force. I zde přodělal radiotelegrafický kurz a následně kurz střelecký. Dne 8. srpna 1941 nastoupil k 311. československé bombardovací peruti, kde v únoru 1942 ukončil operační výcvik. Jako příslušník posádky velitele Josefa Stránského se účastnil náletů, které peruť prováděla pod velením Bomber Command, po jejím přesunu pod Coastal Command hlídkových protiponorkových letů. Dne 27. července 1942 se účastnil úspěšné akce v Biskajském zálivu, kdy letoun těžce poškodil ponorku U 106. Dne 21. listopadu 1942 se jako přední střelec posádky Františka Radiny zúčastnil vzdušného souboje se čtyřmi dálkovými stíhacími letouny Junkers Ju 88, ze kterého vyšel československý stroj vítězně s jedním uznaným sestřelem a dvěma poškozeními. Padl 21. srpna 1943 během své čtyřicáté šesté protiponorkové hlídky, kdy se z Atlantského oceánu nevrátil stroj pod velením Jindřicha Breitcetla. V osudnou dobu se nacházel asi 240 kilometrů západoseverozápadně od Brestu. Dle německých záznamů byl sestřelen stíhačkou Messerschmitt Bf 110. Tělo Jozefa Halady ani ostatních členů posádky moře nikdy nevyplavilo. Shodou okolností šlo o první let po přeškolení perutě na stroje Consolidated B-24 Liberator.

## Ocenění

### Vyznamenání
- 1942 2x Československý válečný kříž 1939
- 1942 Československá medaile Za chrabrost před nepřítelem
- 1943 Croix de guerre

### Posmrtná ocenění
- rtm. Jozef Halada byl in memoriam povýšen do hodnosti podplukovníka